# Diacyclops languidoides
Diacyclops languidoides är en kräftdjursart som först beskrevs av Wilhelm Lilljeborg 1901.  Diacyclops languidoides ingår i släktet Diacyclops och familjen Cyclopidae. Arten är reproducerande i Sverige. Inga underarter finns listade i Catalogue of Life.